# Tibeti királyfogoly
A tibeti királyfogoly (Tetraogallus tibetanus) a madarak (Aves) osztályának tyúkalakúak (Galliformes) rendjébe és a fácánfélék (Phasianidae) családjába tartozó faj.

## Előfordulása
A tibeti királyfogoly Bhután, India, Kína, Nepál és Tádzsikisztán területein őshonos. Az eddigi megfigyelések szerint az állományai stabilak.

## Alfajai
- Tetraogallus tibetanus tibetanus (Gould, 1854) - a Pamír hegységtől Tibet délkeleti részéi és Ladak
- Tetraogallus tibetanus aquilonifer (Meinertzhagen, 1926) - a Himalája középső és keleti része (Nepál, Szikkim és Bhután)
- Tetraogallus tibetanus centralis (Sushkin, 1926) - Tibet középső része, valamint az Abor és Mishmi-hegységek Indiában
- Tetraogallus tibetanus henrici (Oustalet, 1891) - Tibet keleti része és Szecsuan északnyugati fele
- Tetraogallus tibetanus przewalskii (Bianchi, 1907) - India északkeleti része és Kína nyugati része (Kanszu nyugati része, Szecsuan északi része és Csinghaj)
- Tetraogallus tibetanus tschimenensis (Sushkin, 1926) - Tibet délkelet része és Északnyugat-Kína
- Tetraogallus tibetanus yunnanensis - Jünnan északi része

## Megjelenése
Ennek a fogolynak a háti része szürkés-barnás, a szárnyai felé fehéres csíkozással. A hasi része fehér fekete csíkokkal. A csőre és a lábai vörösek. A feje fekete vagy sötétbarna, a szeme tájékán fehér sávval. A szemei körül toll nélküli vörös szegély látható.

## Életmódja
Ez a madárfaj a talajon keresi a táplálékát.

## Képek

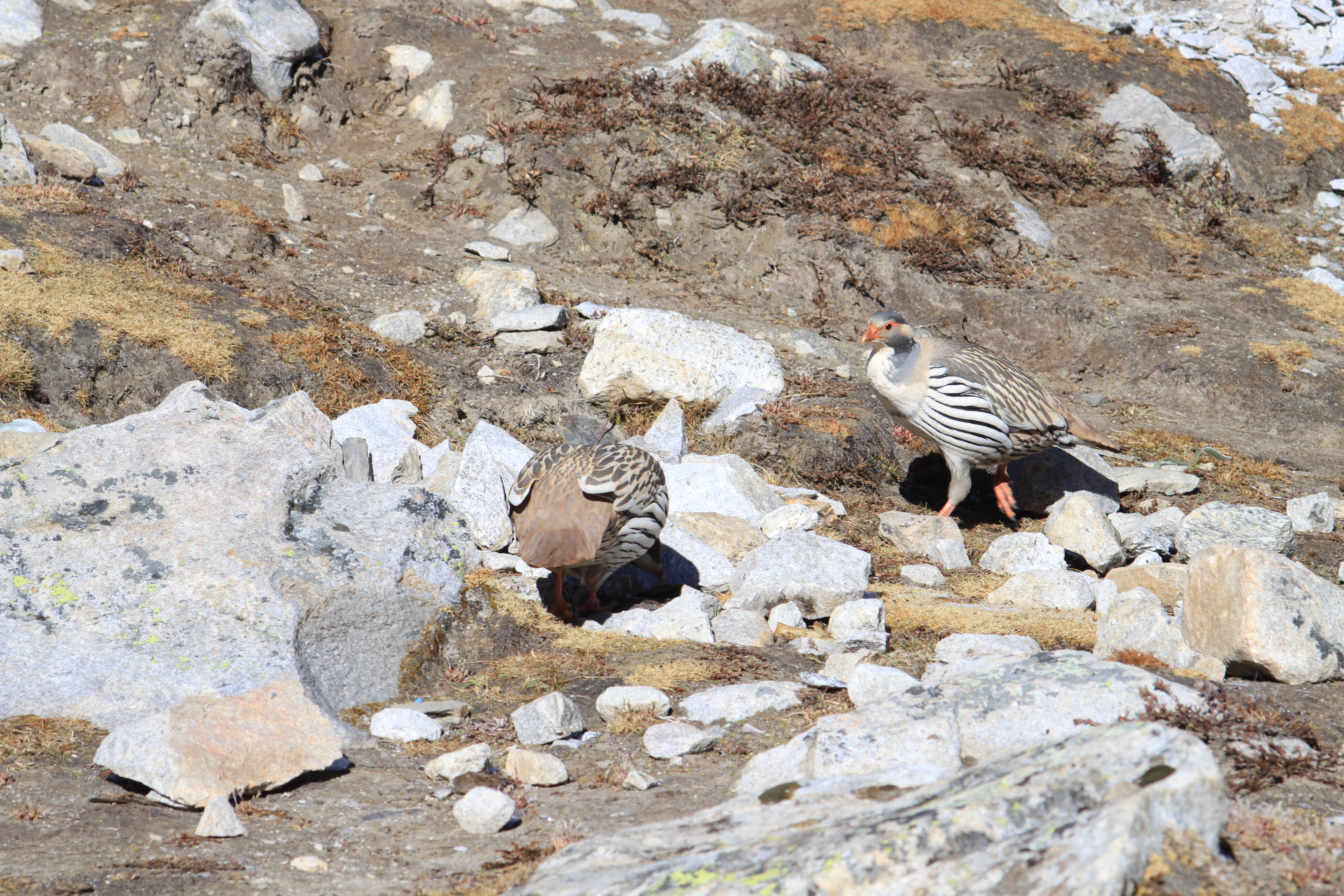
A Csomolungma környékén
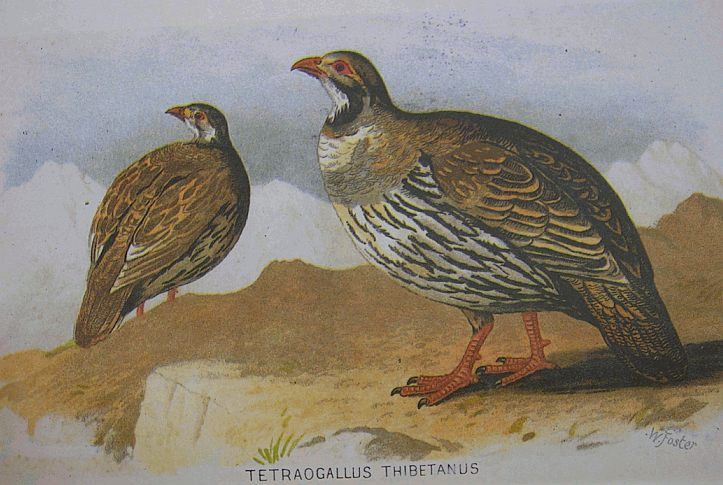
Festmények
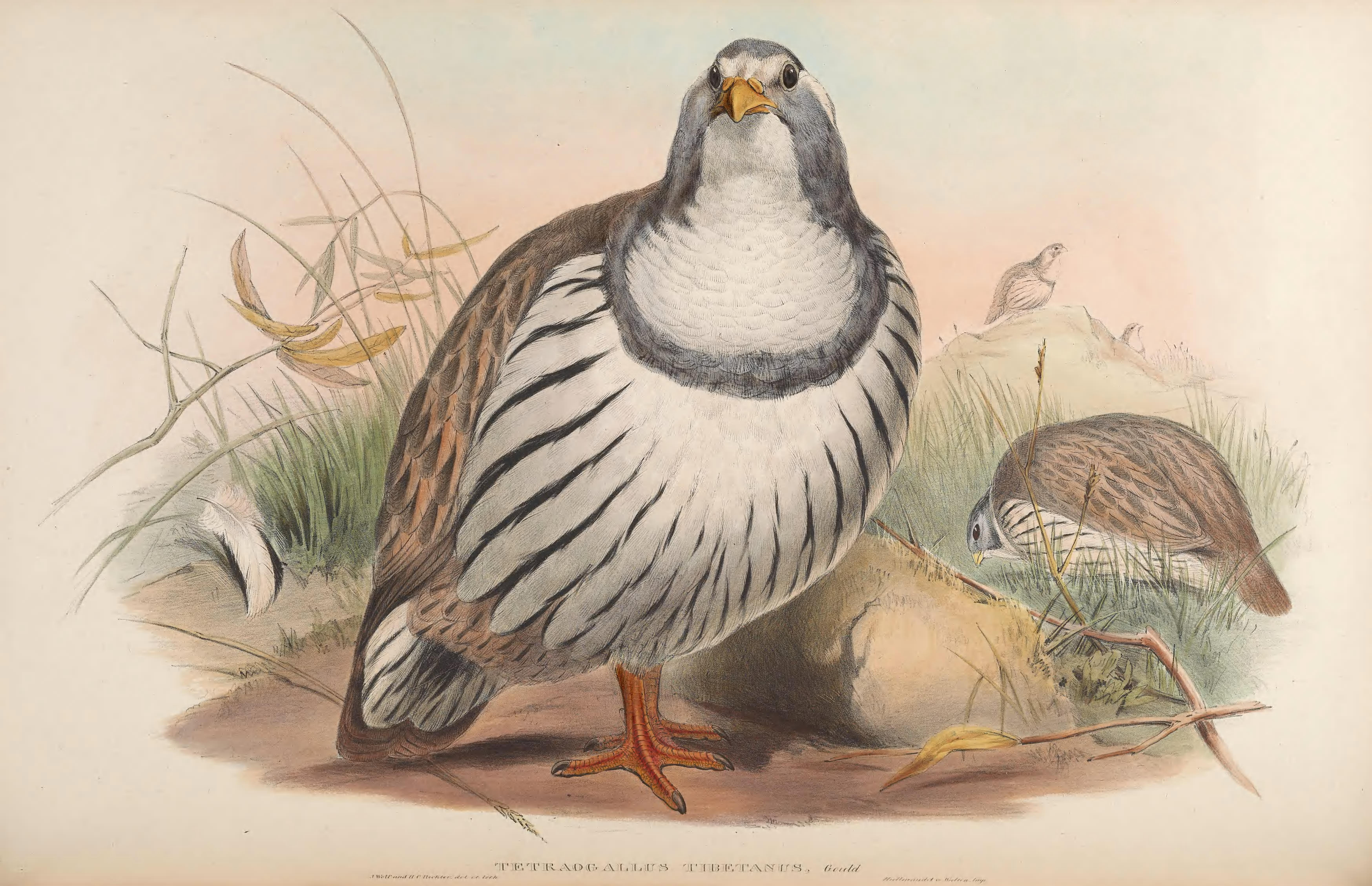
a madárról
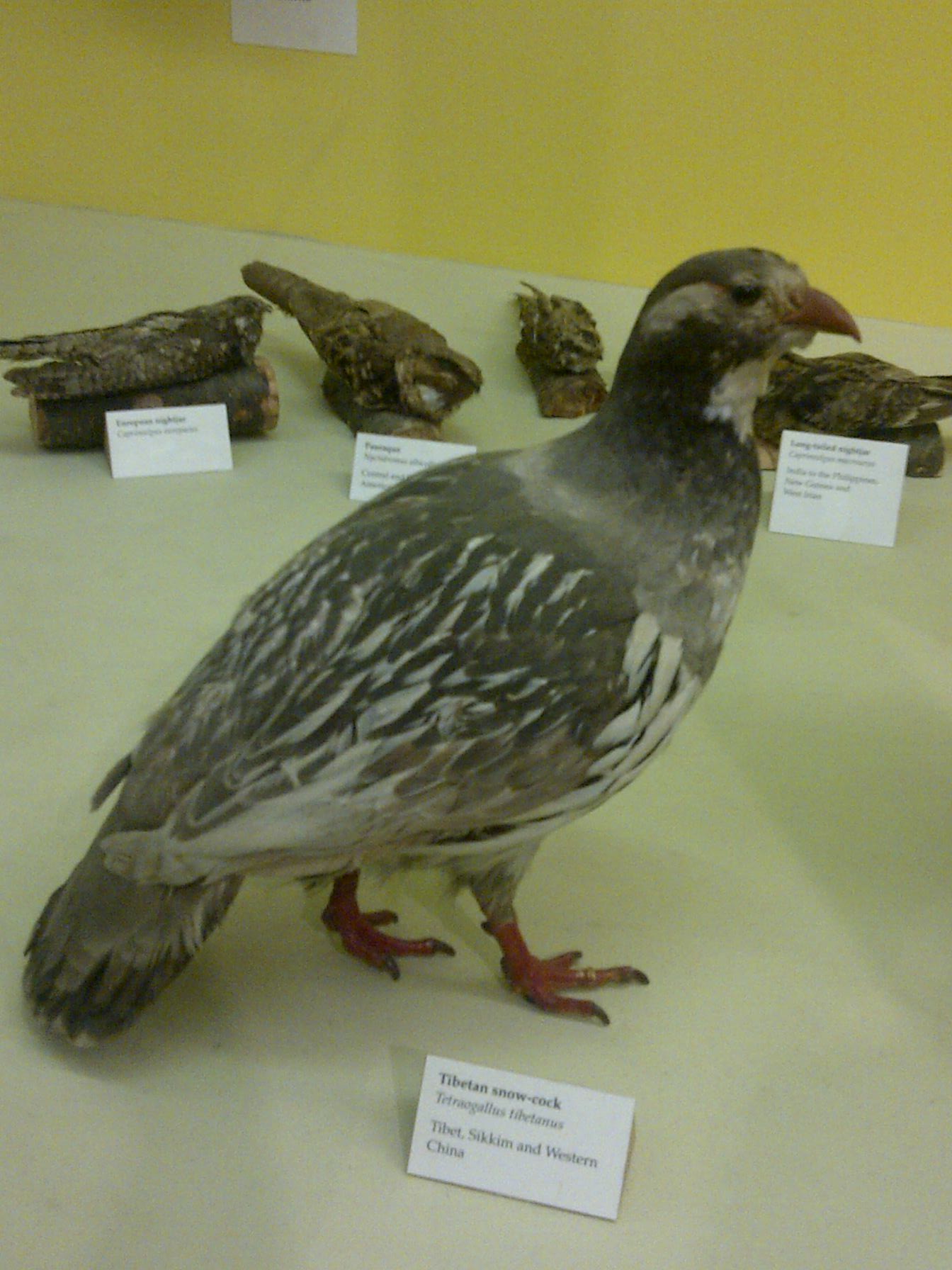
Kitömött tibeti királyfogoly a londoni Természettudományi Múzeumban